# Ван Импе, Кевин
Кевин Ван Импе (нидерл. Kevin Van Impe; род. 19 апреля 1981 в Алсте, Бельгия) — бывший бельгийский профессиональный шоссейный велогонщик. Победитель Дварс дор Фландерен в 2009 году. Племянник бельгийского велогонщика Люсьена Ван Импе.
В марте 2008 года у жены Ван Импе преждевременно родился сын, который вскоре умер. Гонщик находился в крематории на похоронах сына, когда к нему явился представитель антидопинговой лаборатории, требуя от него образец для допинг-теста, предупредив, что в случае отказа, ему грозит двухлетняя дисквалификация. Профессиональные велогонщики, участвовавшие в то время в Париже — Ницце и Тиррено — Адриатико, провели демонстрации из-за отсутствия уважения, проявленного к Ван Импе.

## Достижения
2000
Чемпионат Бельгии
3-й  Индивидуальная гонка U23
2001
1-й  Велонеделя Зеландской Фландрии
2-й Велотрофей Йонга Мар Мудига
2002
10-й Натионале Слёйтингспрейс
2003
1-й Этап 3 Тур Рейнланд-Пфальца
2-й Стадспрейс Герардсберген
8-й Дрёйвенкурс Оверейсе
2004
2-й Гран-при Зоттегема
9-й Тур Британии
9-й Брюссель — Ингойгем
2005
1-й Омлоп ван хет Хаутланд
Чемпионат Бельгии
2-й  Групповая гонка
6-й Индивидуальная гонка
2-й Кюрне — Брюссель — Кюрне
6-й Чемпионат Фландрии
9-й Мемориал Ван Стенбергена
9-й Омлоп Схелдеборден
2006
1-й  Франко-Бельгийское кольцо
1-й  Молодёжная классификация
1-й Этап 1
4-й Классика Харибо
9-й Халле — Ингойгем
9-й Кюрне — Брюссель — Кюрне
2007
1-й Этап 1 (КГ) Тур Катара
9-й Париж — Рубе
2009
1-й Дварс дор Фландерен
2010
1-й Гран-при Брика Схотте

## Статистика выступлений

### Гранд-туры
| Гонка           | 2003 | 2006 | 2008 |
| --------------- | ---- | ---- | ---- |
| Джиро д'Италия  | НФ   | —    | —    |
| Тур де Франс    | —    | —    | —    |
| Вуэльта Испании | —    | 129  | 126  |

| —  | Не участвовал  |
| НФ | Не финишировал |